# Mockzig
Mockzig ist eine Ortslage des Ortsteiles Ehrenberg der ostthüringischen Skat- und Residenzstadt Altenburg.

## Lage
Mockzig liegt am südlichen Stadtrand von Altenburg. Der Stadtteil befindet sich im landwirtschaftlich geprägten Altenburger-Zeitzer-Hügelland im ländlichen Raum. Felder und begrünte Erosionsrinnen und die Pleißeniederung prägen das fruchtbare Land. Der 1922 eingemeindete Ortsteil Prisselberg bildet heute den Westteil von Mockzig.

## Geschichte
Im Zeitraum 1181 bis 1214 fand die urkundliche Ersterwähnung des Dorfes statt. Mockzig gehörte zum wettinischen Amt Altenburg, welches ab dem 16. Jahrhundert aufgrund mehrerer Teilungen im Lauf seines Bestehens unter der Hoheit folgender Ernestinischer Herzogtümer stand: Herzogtum Sachsen (1554 bis 1572), Herzogtum Sachsen-Weimar (1572 bis 1603), Herzogtum Sachsen-Altenburg (1603 bis 1672), Herzogtum Sachsen-Gotha-Altenburg (1672 bis 1826). Bei der Neuordnung der Ernestinischen Herzogtümer im Jahr 1826 kam der Ort wiederum zum Herzogtum Sachsen-Altenburg. Nach der Verwaltungsreform im Herzogtum gehörte er bezüglich der Verwaltung zum Ostkreis (bis 1900) bzw. zum Landratsamt Altenburg (ab 1900). Das Dorf gehörte ab 1918 zum Freistaat Sachsen-Altenburg, der 1920 im Land Thüringen aufging. 1922 kam es zum Landkreis Altenburg. Am 1. Oktober 1922 wurde der Nachbarort Prisselberg eingemeindet. Er bildet seitdem den westlichen Teil des Orts.
Bei der zweiten Kreisreform in der DDR wurden 1952 die bestehenden Länder aufgelöst und die Landkreise neu zugeschnitten. Somit kam die Gemeinde Mockzig mit dem Kreis Altenburg an den Bezirk Leipzig; jener gehörte seit 1990 als Landkreis Altenburg zu Thüringen und ging 1994 im Landkreis Altenburger Land auf. Am 1. Januar 1963 erfolgte die Umgliederung Zschaigas von Ehrenhain nach Mockzig. Am 1. Juni 1965 wurde Mockzig nach Ehrenberg eingemeindet, welches wiederum am 14. Juli 1993 ein Ortsteil der Stadt Altenburg wurde. Rund 300 Bürger wohnen momentan im Ort.